# Lydham
Lydham est un village du Shropshire en Angleterre.

## Histoire
Près de Lydham se trouvent les ruines du château de Lea. 
La gare de Lydham, ouverte le 1er février 1866, a fermé ses portes le 20 avril 1935.